# Sekundarna struktura nukleinskih kiselina
Sekundarna struktura nukleinskih kiselina se odnosi na interakcije formiranja baznih parova unutar jednog molekula ili seta molekula. Ona se može predstaviti kao lista baza koje su sparene u molekulu nukleinske kiseline Sekundarne strukture bioloških DNK i RNK molekula se često razlikuju. Biološka DNK se uglavnom javlja u oblik u potpuno uparenih dvostrukih heliksa, dok je biološka RNK obično jednostruki molekul i često formira kompleksne interakcije uparivanja baza usled svoje povećane sposobnosti da formira vodonične veze koja dolazi od dodatne hidroksilne grupe na riboznom šećeru.
U nebiološkom kontekstu, sekundarna struktura je od vitalnog značaja u razmatranju racionalnog dizajna struktura nukleinskih kiselina za DNK nanotehnologiju i DNK računarstvo. Obrasci uparivanja baza ultimatno određuju sveukupnu strukturu molekula.